# England, Half English
Albums de Billy Bragg
Mermaid Avenue Vol. II
(2000) Mr Love and Justice
(2008)
England, Half English est un album de Billy Bragg sorti en mars 2002.

## Enregistrement
Mr Love and Justice est le premier album enregistré par Billy Bragg avec le groupe « The Blokes », composé du guitariste Ben Mandelson (en) (ex-Magazine), du bassiste Lu Edmonds (en) (ex-Damned), du claviériste Ian McLagan (ex-Faces) et du batteur Martyn Barker. Il est crédité à « Billy Bragg and The Blokes » sur la pochette.
Le titre de l'album provient d'un recueil d'essais de Colin MacInnes paru en 1961. Il reflète l'un des thèmes principaux des paroles de Bragg : la question du nationalisme anglais.

## Réception
À sa sortie, England, Half English se classe no 51 des ventes au Royaume-Uni. Le single Take Down the Union Jack atteint la 22e place du hit-parade britannique au début du mois de juin. L'album bénéficie d'un score de 64 % sur l'agrégateur Metacritic, qui représente la moyenne des notes attribuées par seize critiques.

## Titres
Toutes les chansons sont de Billy Bragg, sauf mention contraire.
1. St Monday – 3:03
2. Jane Allen (Bragg, Barker, Edmonds, Mandelson, McLagan) – 3:58
3. Distant Shore (Bragg, Barker, Edmonds, Mandelson, McLagan) – 2:30
4. England, Half English (Bragg, Barker, Edmonds, Mandelson, McLagan) – 2:28
5. NPWA (Bragg, Barker, Edmonds, Mandelson, McLagan) – 5:31
6. Some Days I See the Point – 4:59
7. Baby Farouk (Bragg, Barker, Edmonds, Mandelson, McLagan) – 3:05
8. Take Down the Union Jack – 3:19
9. Another Kind of Judy – 3:44
10. He'll Go Down – 3:21
11. Dreadbelly (Bragg, Barker, Edmonds, Mandelson, McLagan) – 3:33
12. Tears of My Tracks – 3:51

## Musiciens
- Billy Bragg : chant, guitare acoustique, guitare électrique
- Ben Mandelson (en) : basse, bouzouki, dobro, harmonica, guitares
- Lu Edmonds (en) : cümbüş, guitare, piano, chœurs
- Ian McLagan : piano, orgue Hammond, piano électrique Wurlitzer, accordéon
- Simon Edwards : basse, fifre, guitarron, sintir
- Martyn Barker : batterie, percussions
- Terry Edwards : saxophone ténor
- Caroline Hall : trombone
- Dave Woodhead : bugle, trompette, arrangements
- Lorraine Bowen (en), Anthea Clarke, Rebecca Naadu Laryea : chœurs